# ジョージア水族館

世界最大の水量を誇る水槽で遊泳するジンベエザメ

ジョージア水族館（Georgia Aquarium）は、アメリカ合衆国ジョージア州アトランタに位置する水族館。2012年にシンガポールのシー・アクアリウムが開館するまで世界最大の水族館だった。水量23,500tの世界最大の水槽を保有している。

## 歴史
2001年、ホーム・デポの創業者バーニー・マーカスが2億5000万ドルをジョージア州とアトランタ市に寄贈。ホーム・デポはアトランタで創業されたことで、センテニアルオリンピック公園の北側に世界で例のない水族館を建設することにいたった。
2005年11月21日、ジョージア水族館は2万3500トン(810万ガロン)の巨大タンク、総面積20エーカーという世界最大の水族館として11月23日にオープンした。
水族館には500種以上、12万匹が泳いでおり、年間200万人以上が来場している。

## ギャラリー

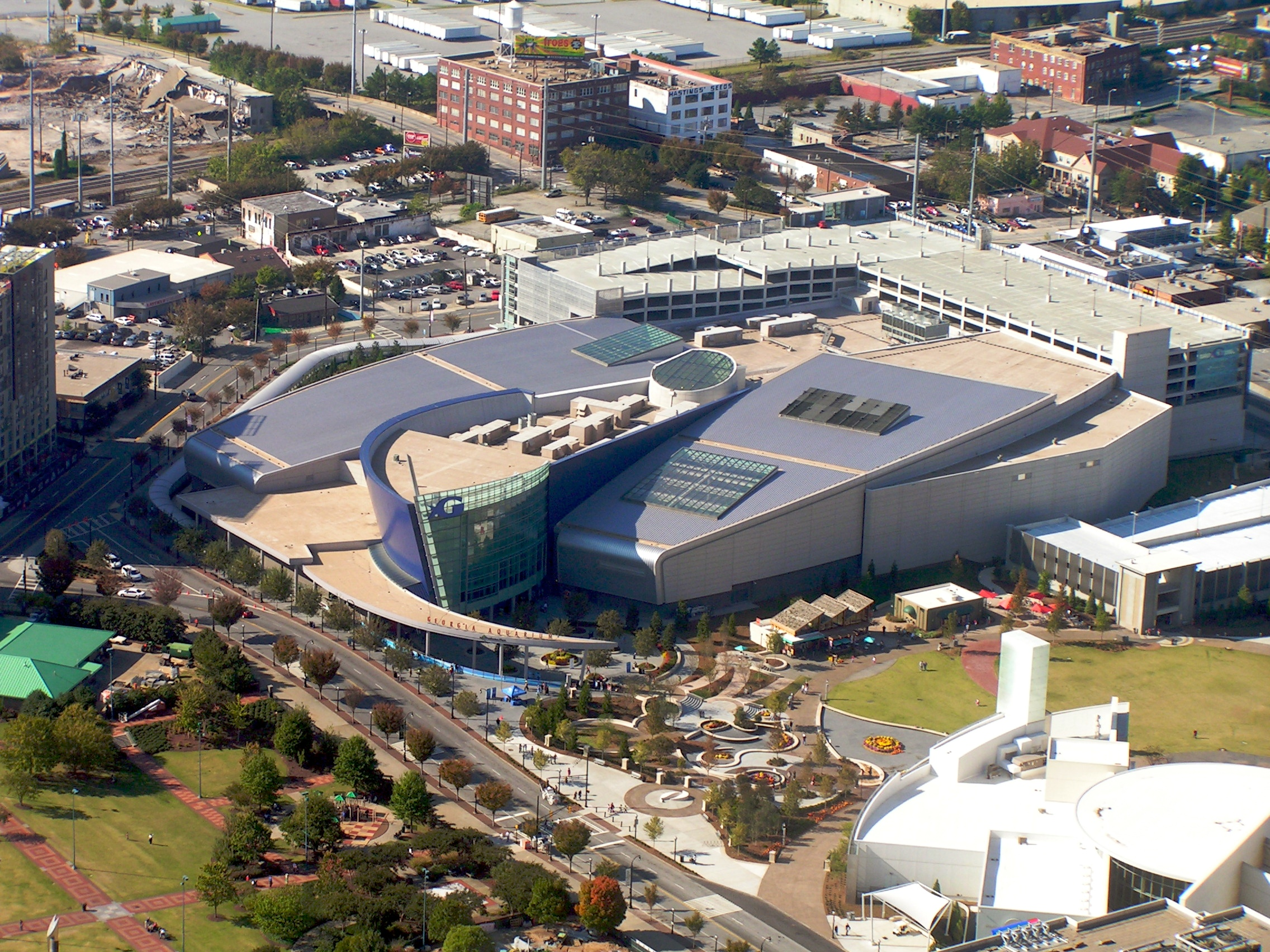
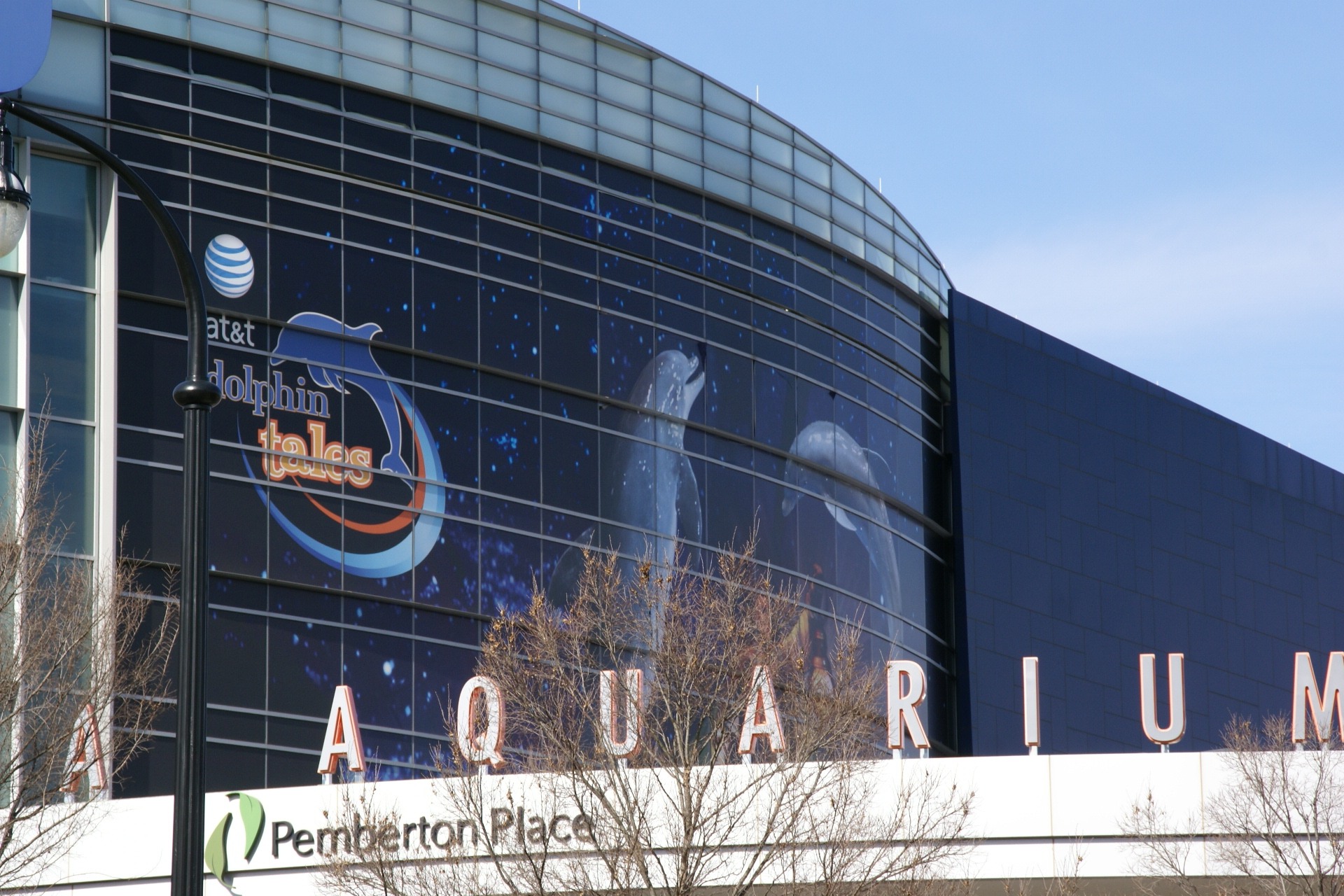
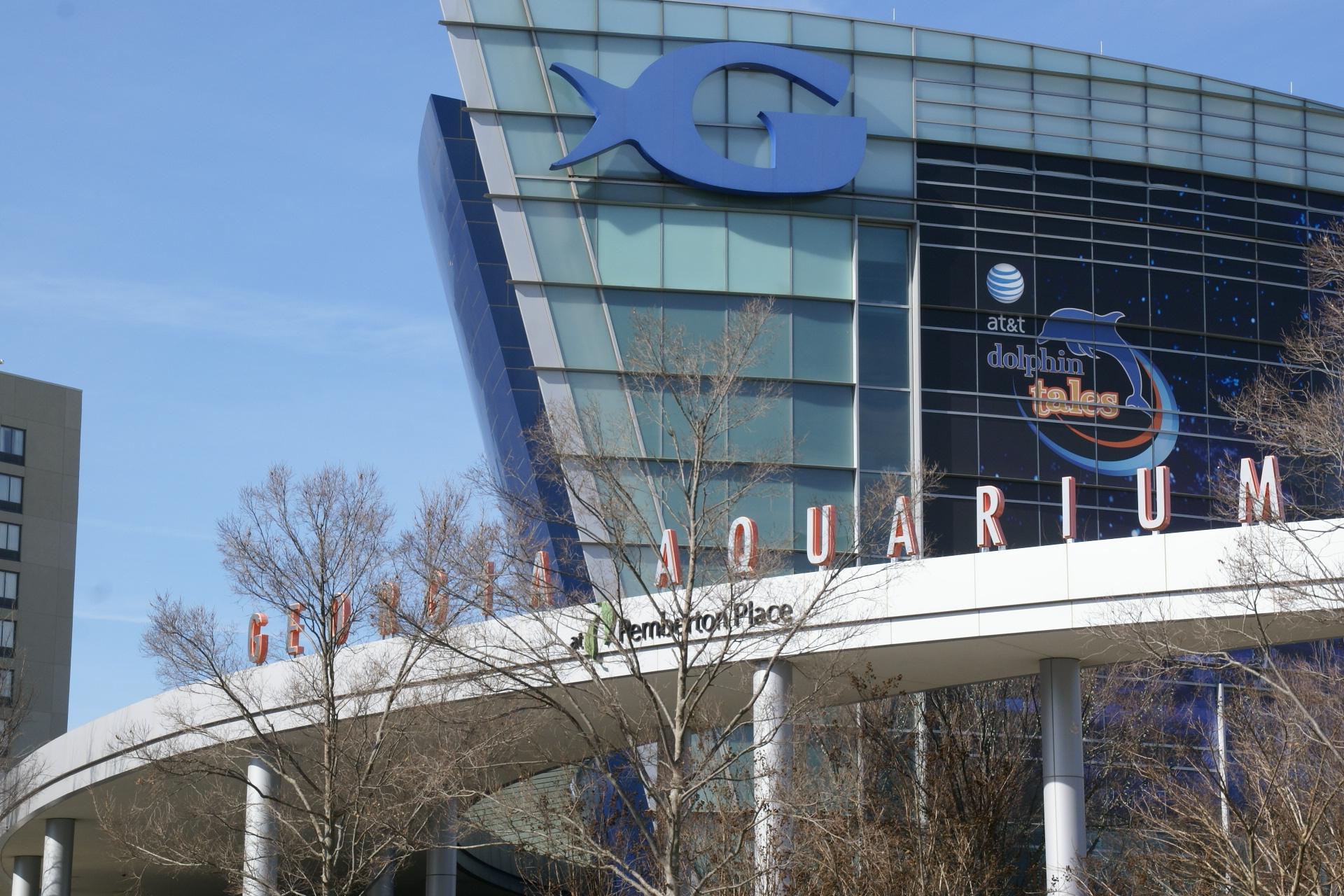
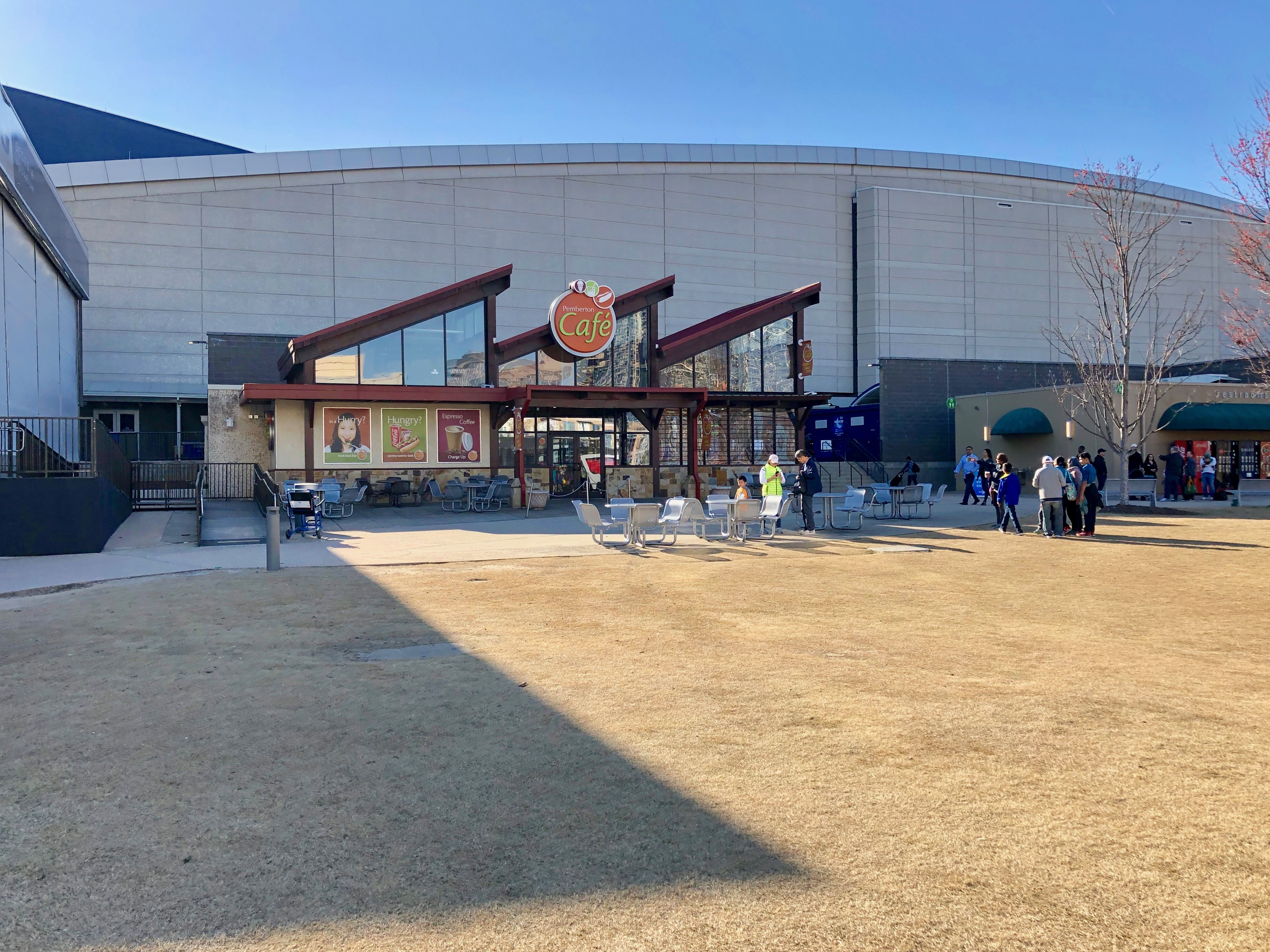

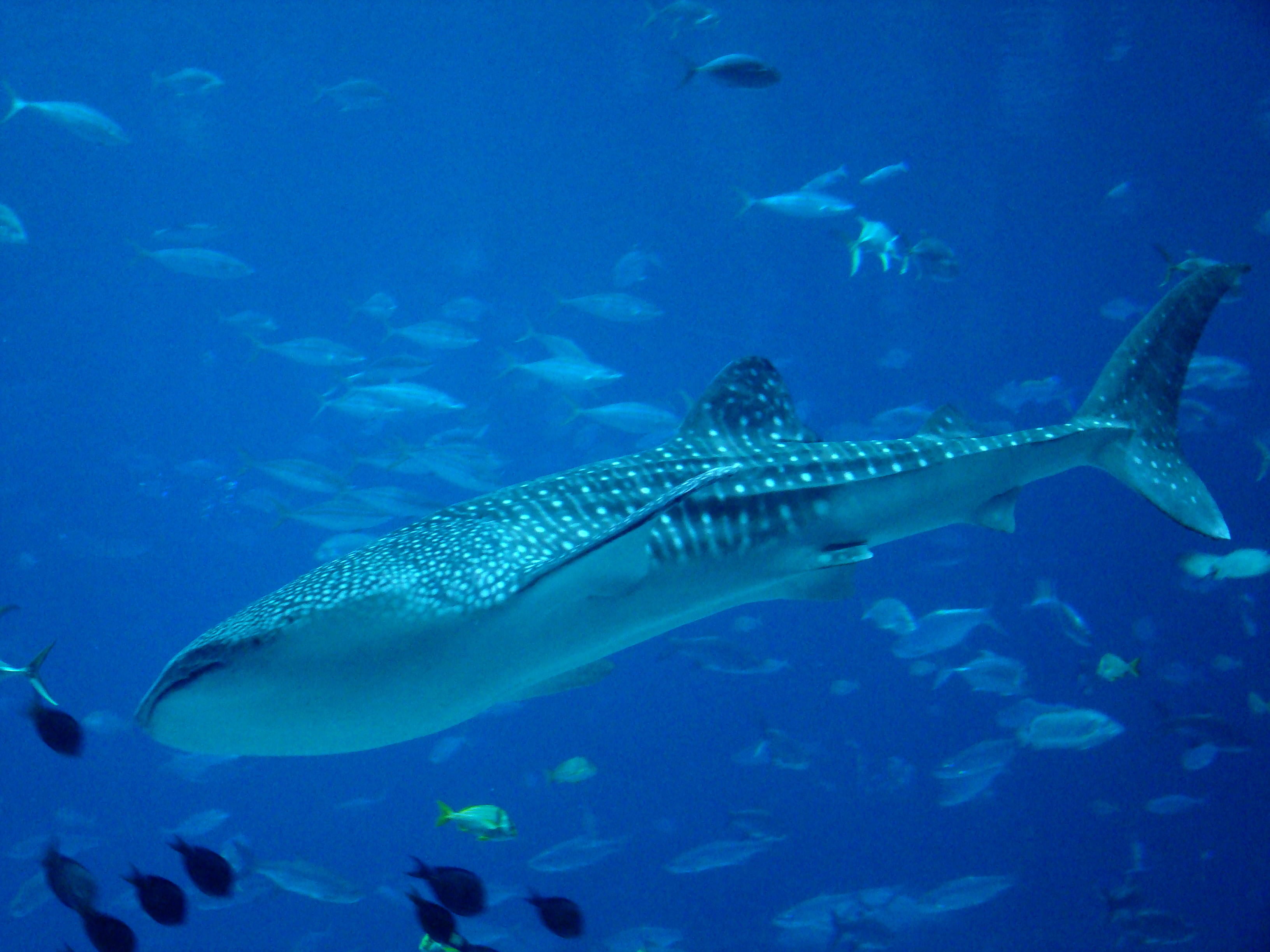
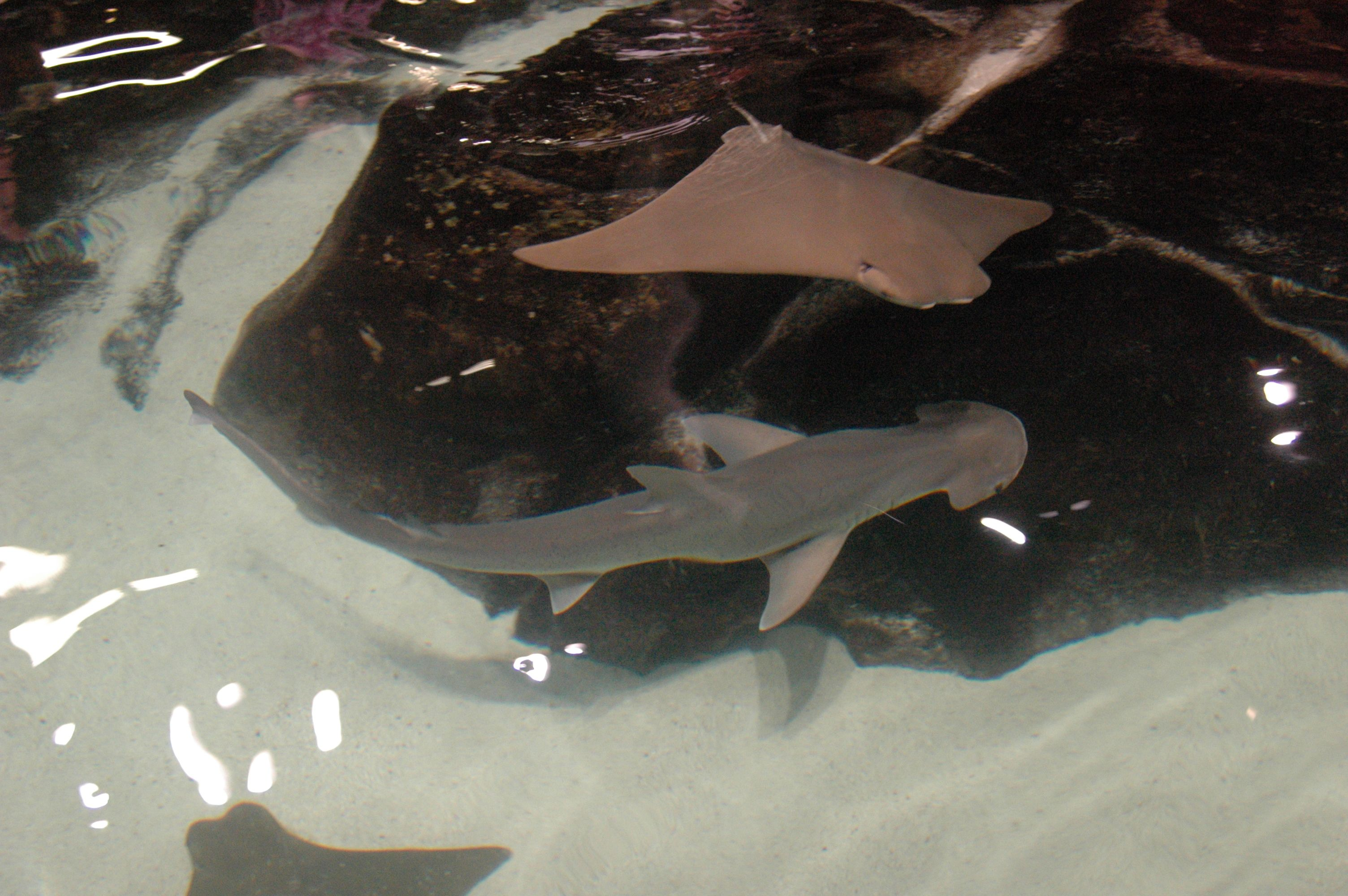
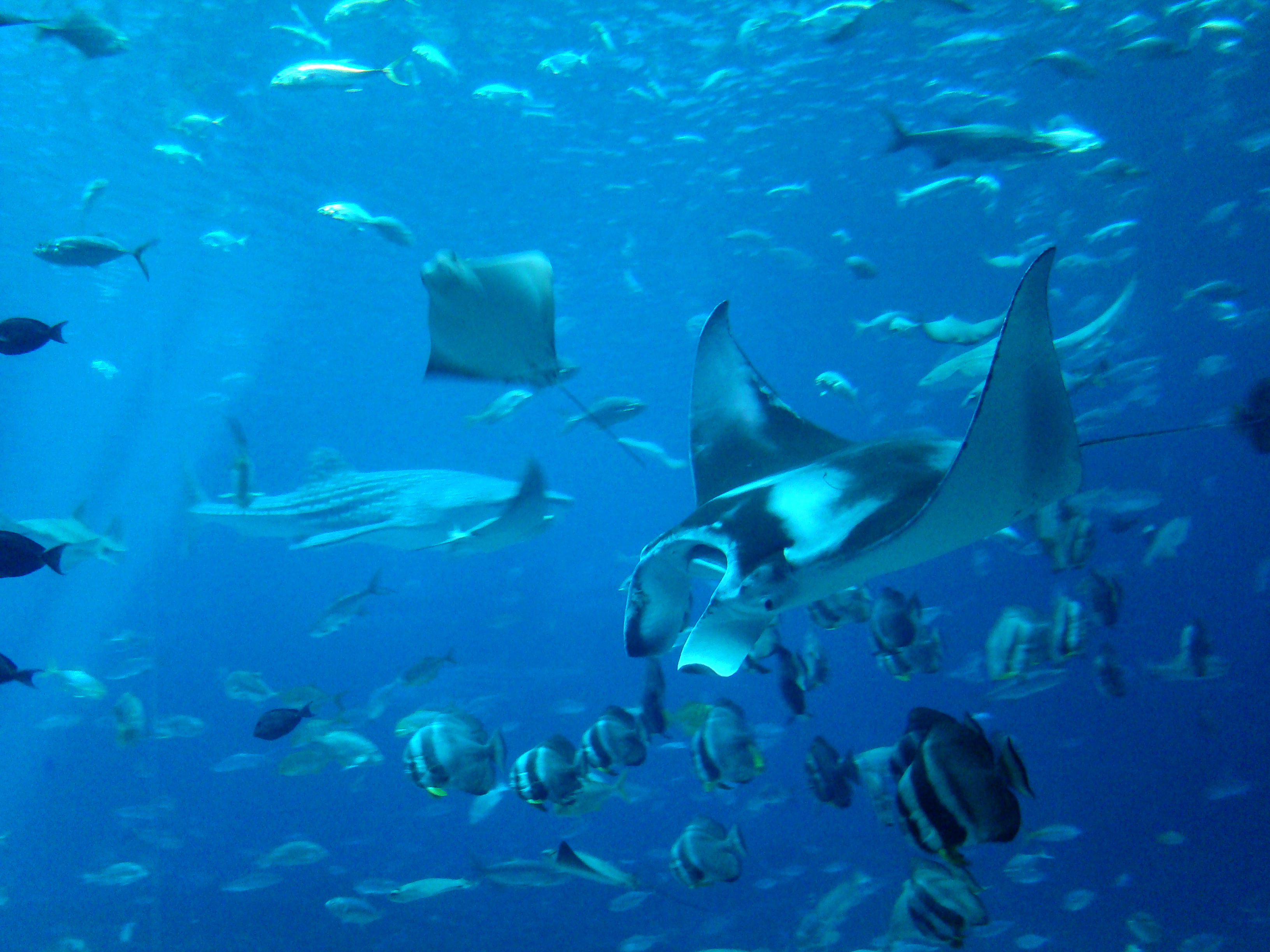
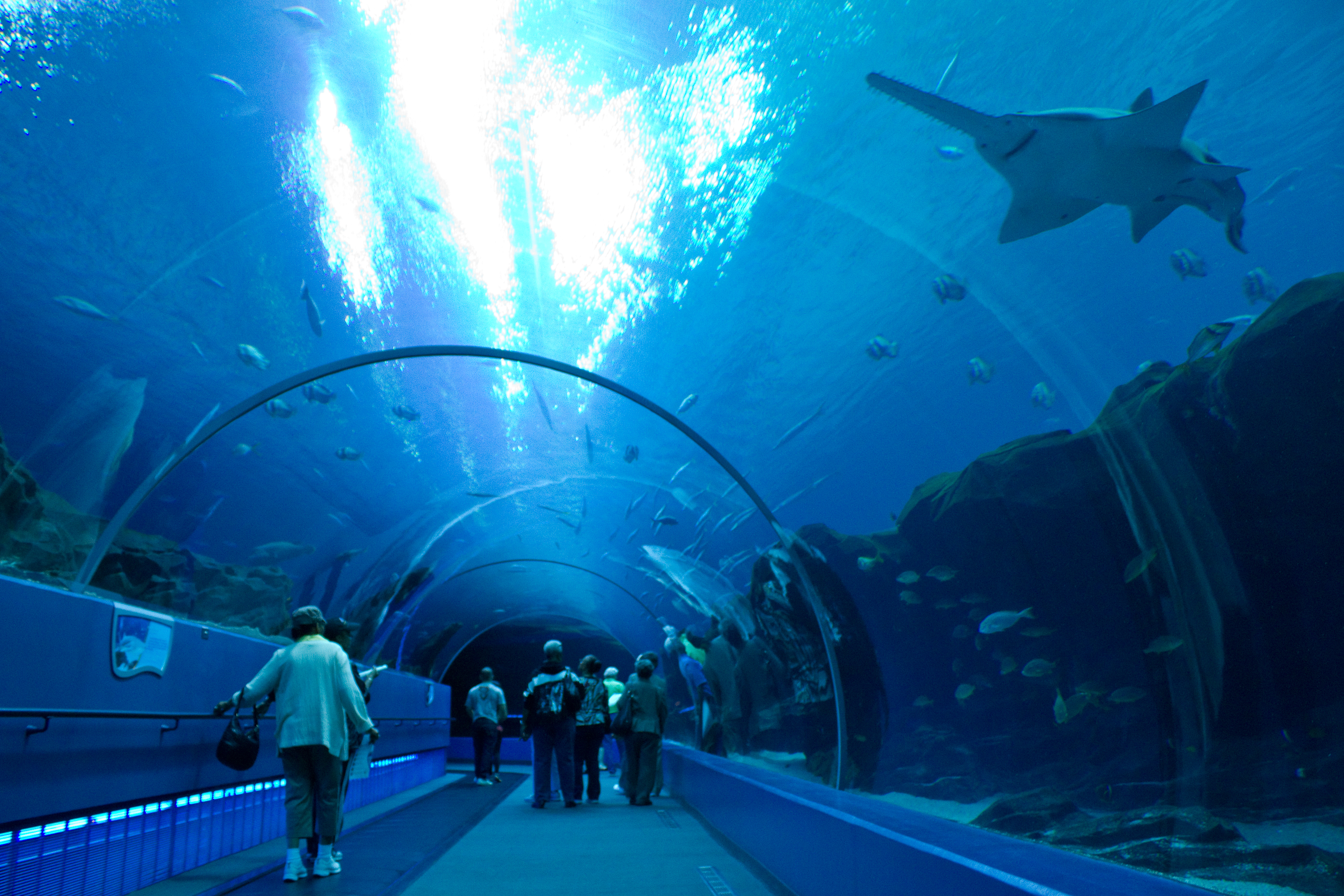
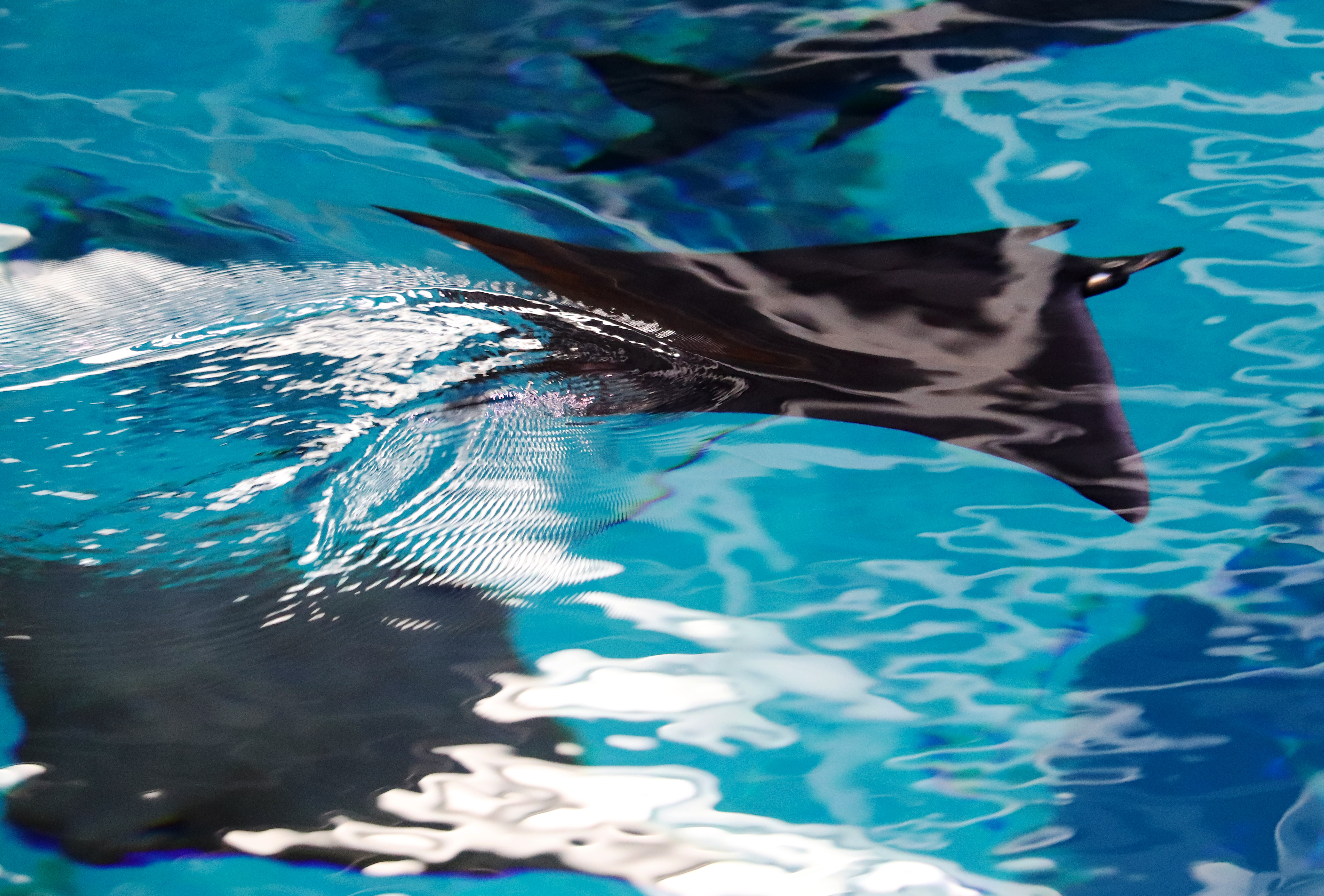
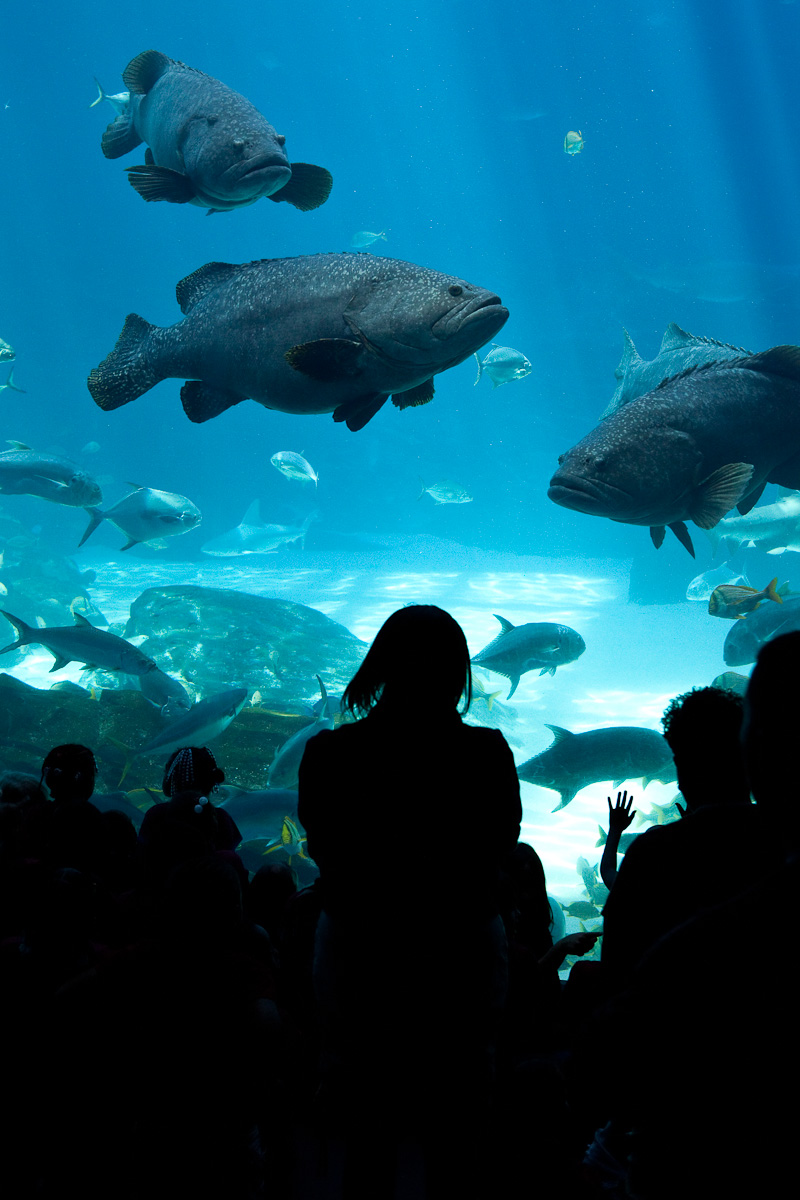
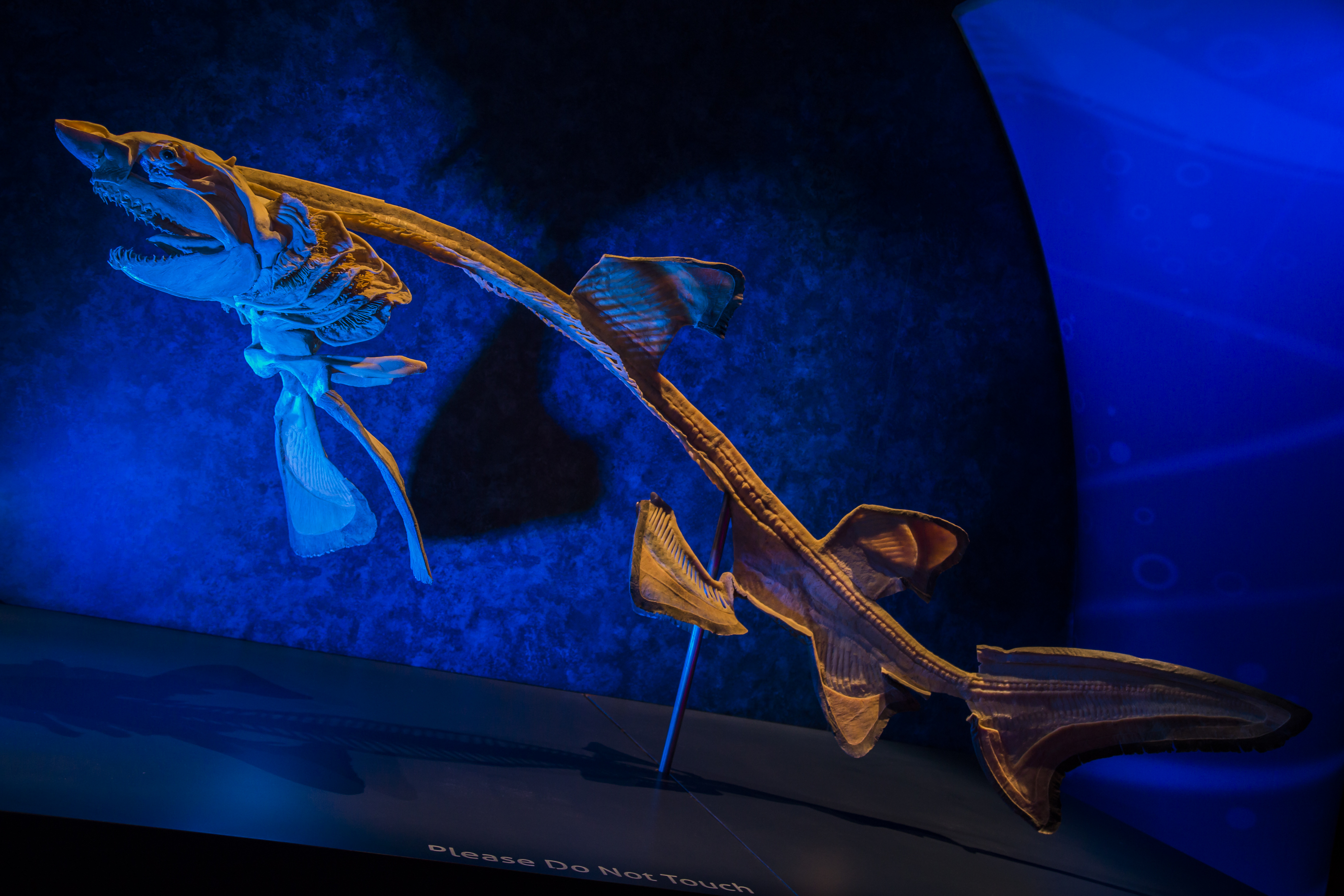
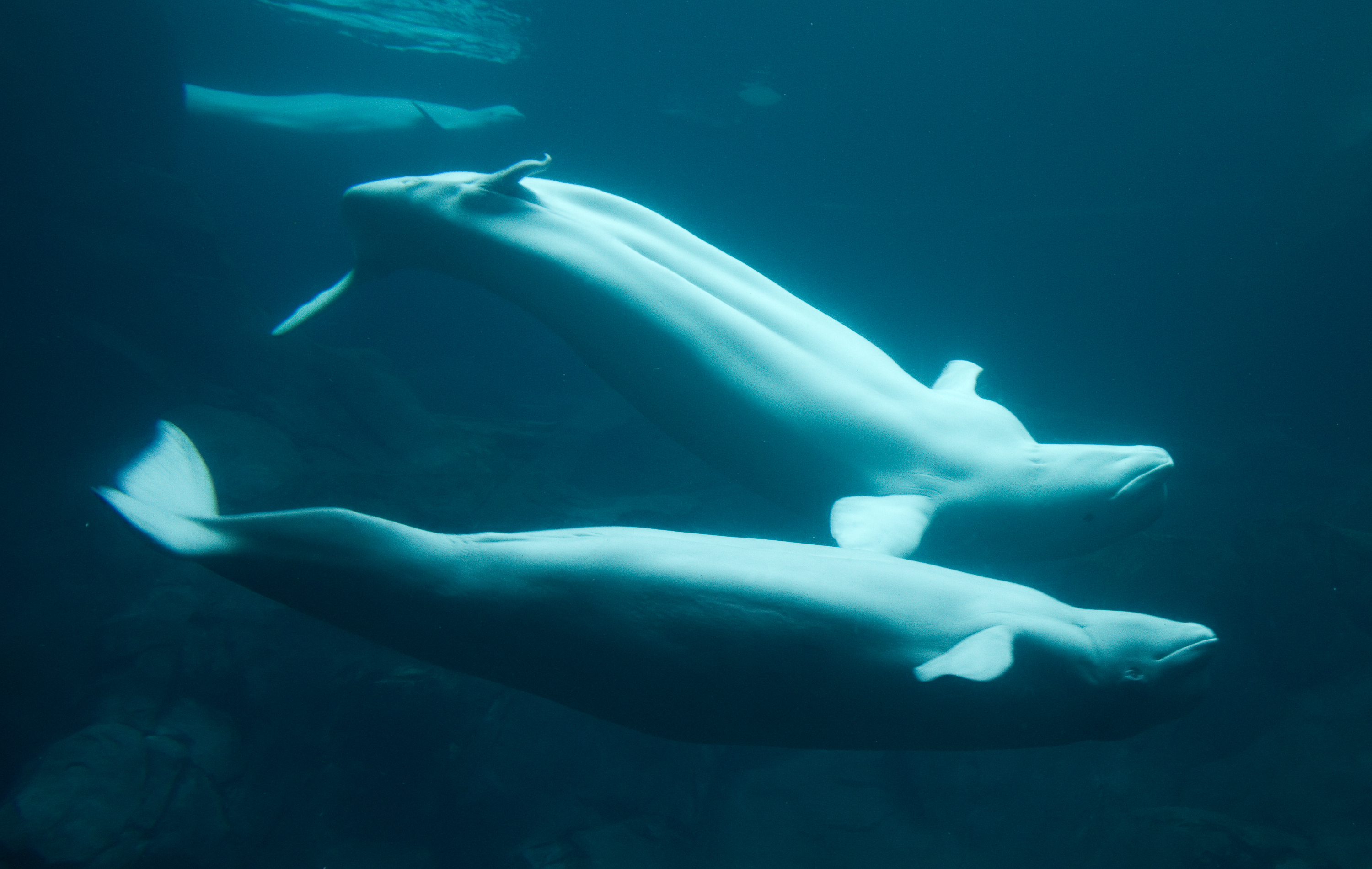
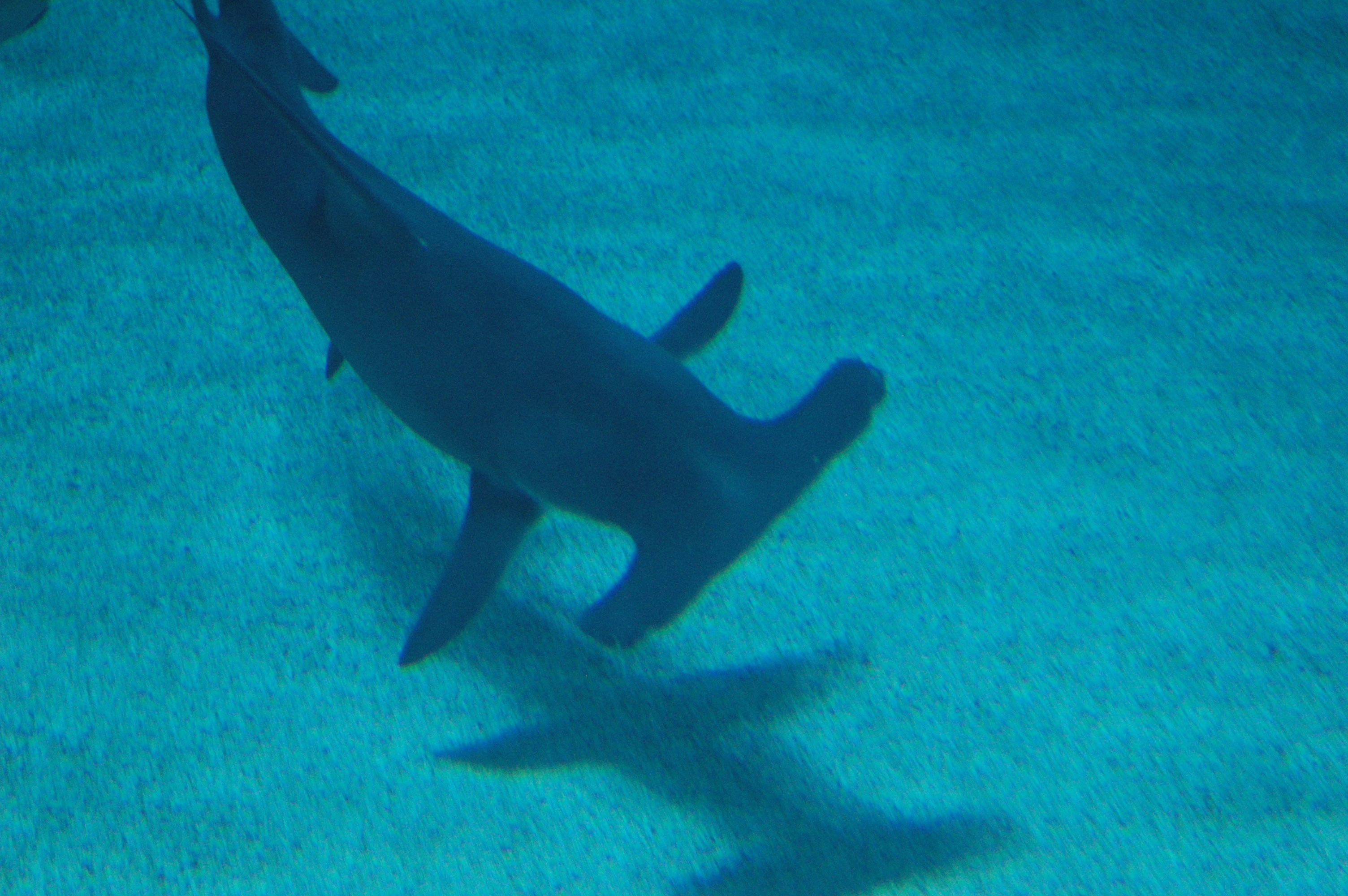
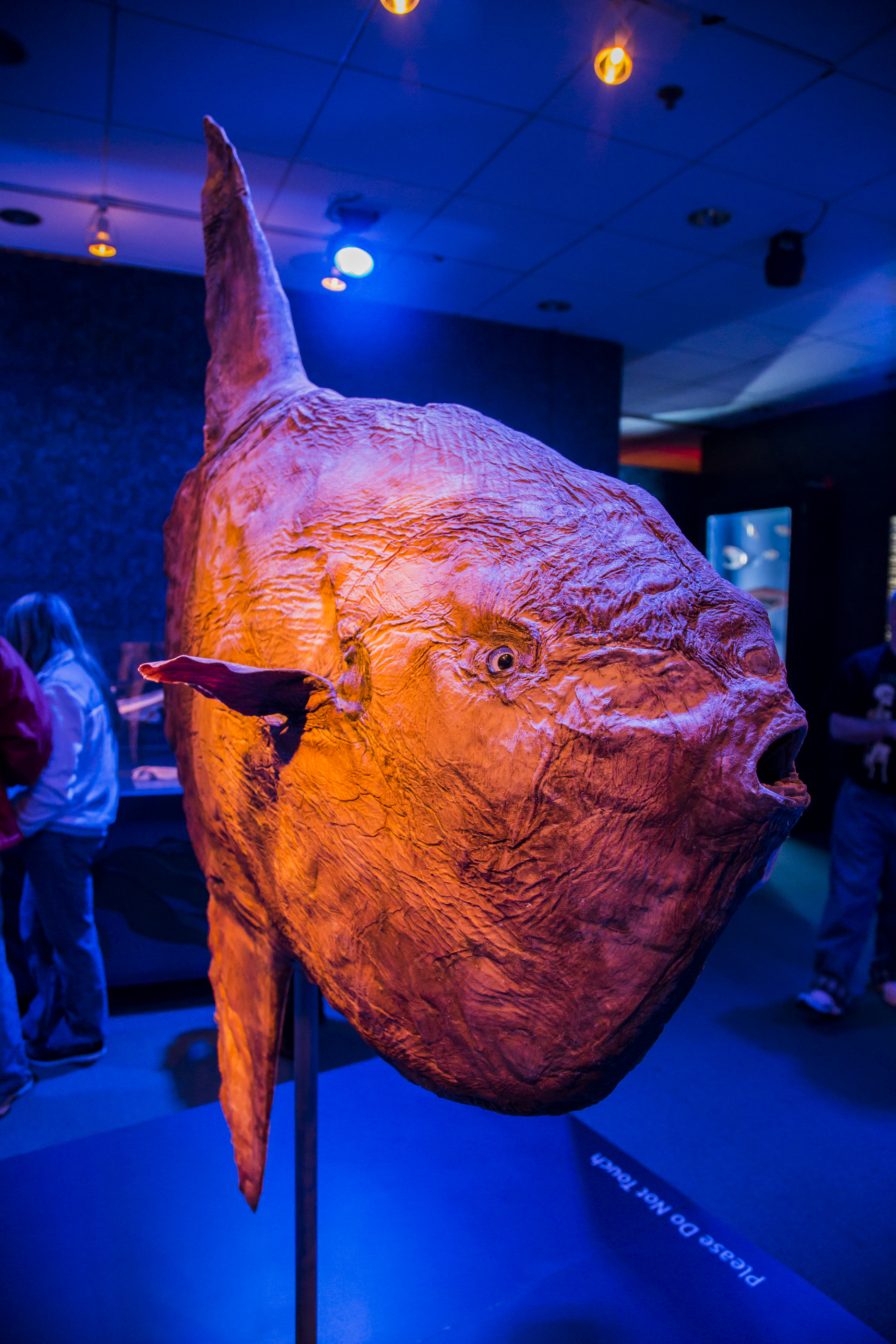
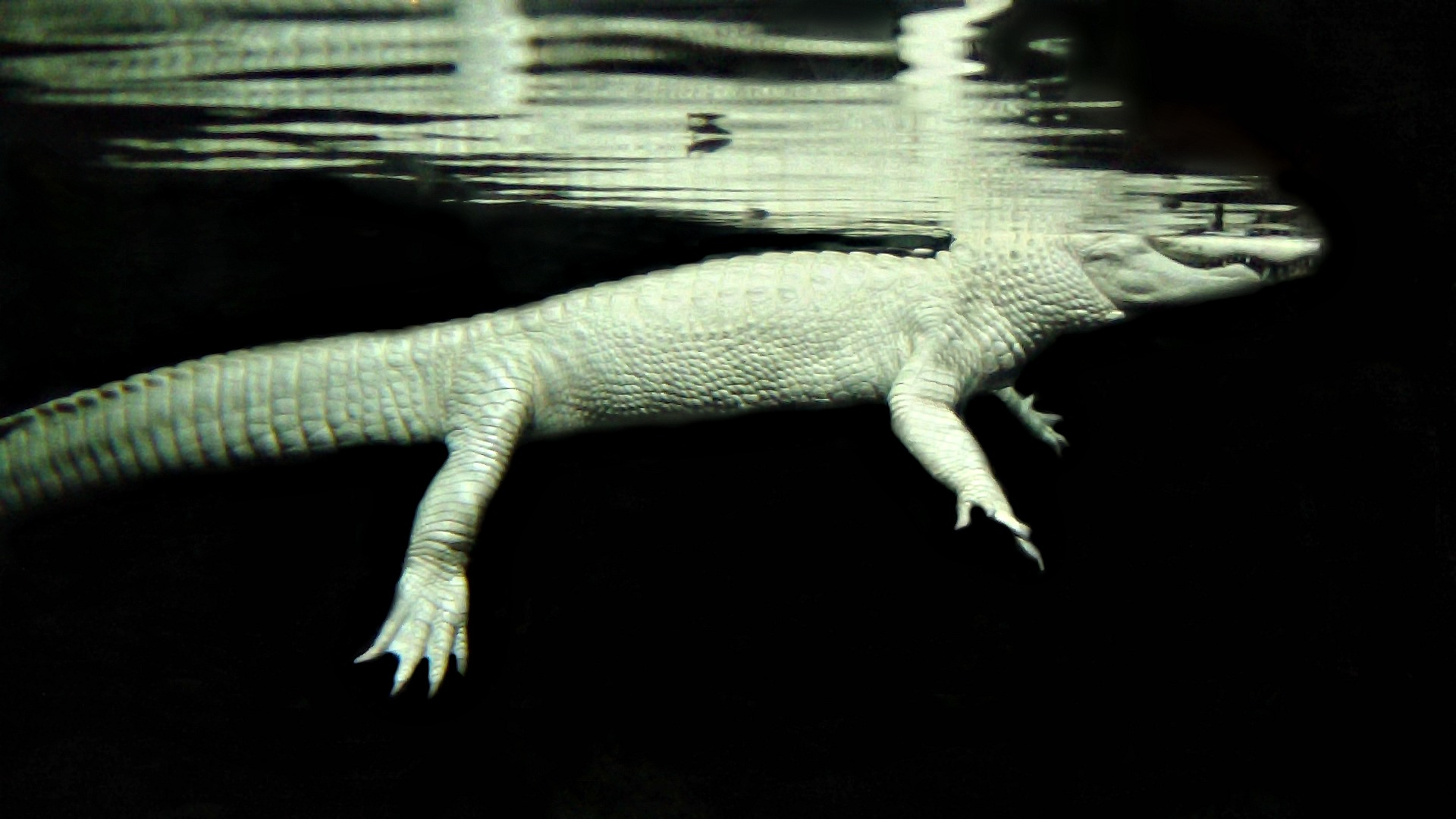
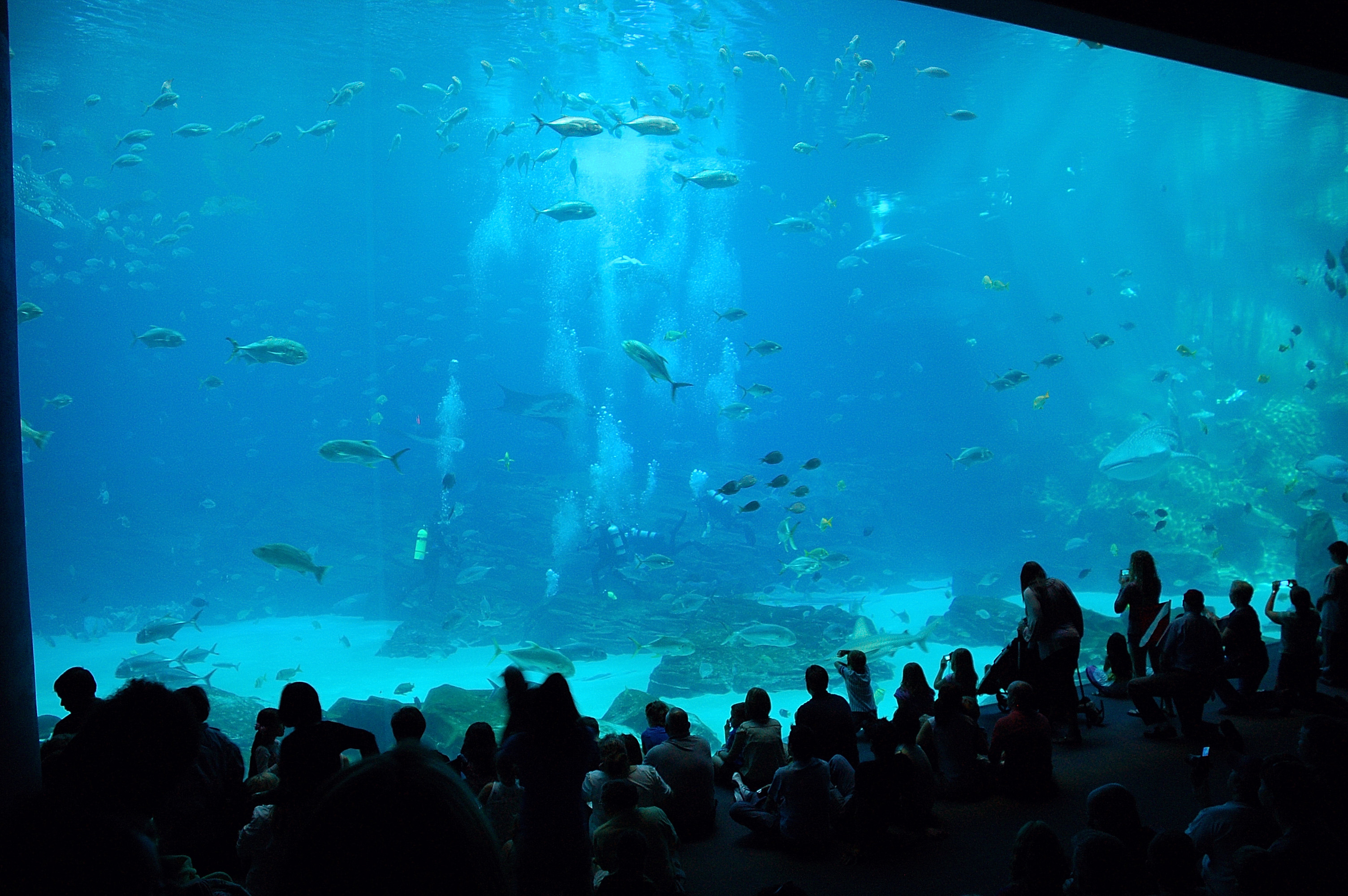
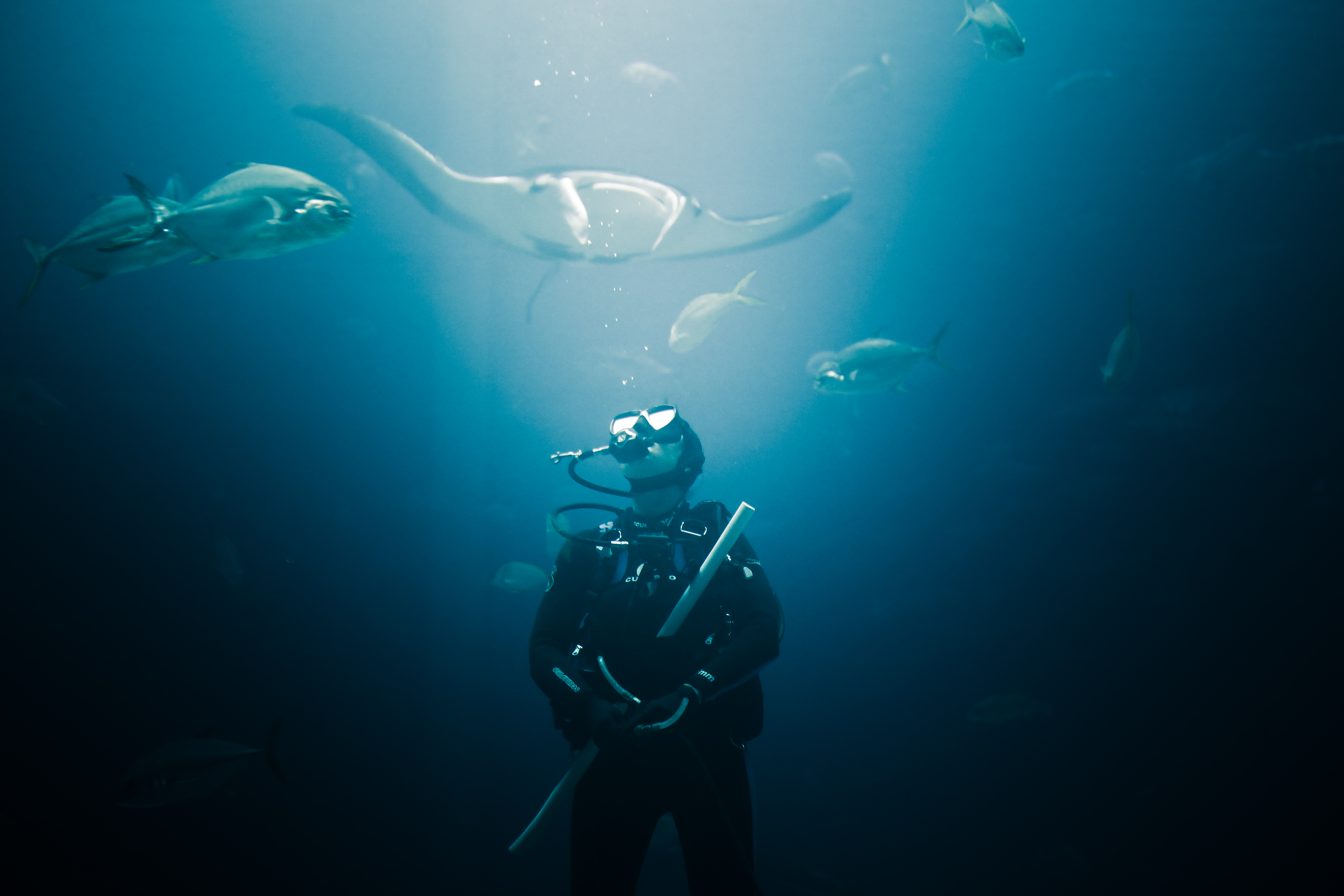
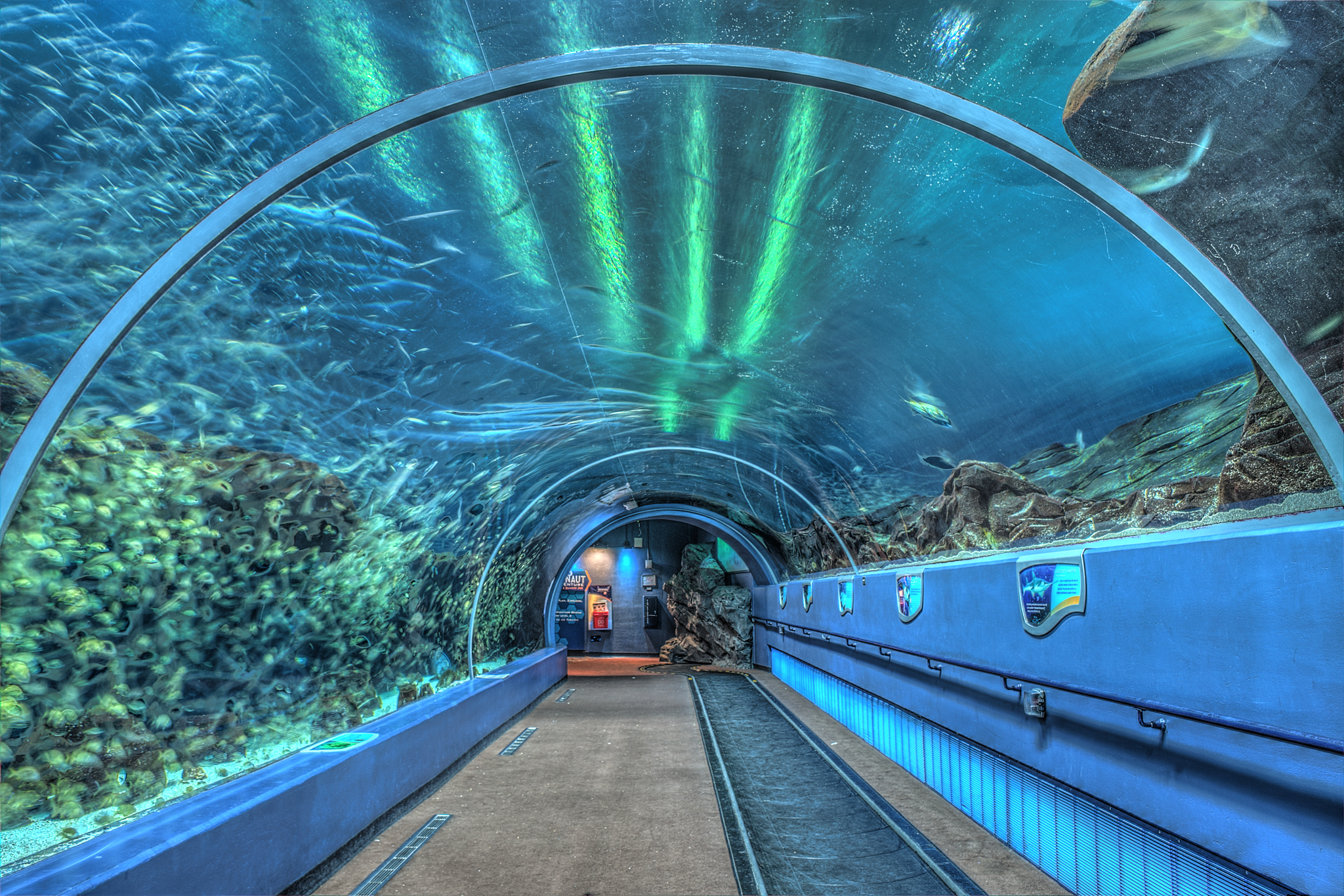
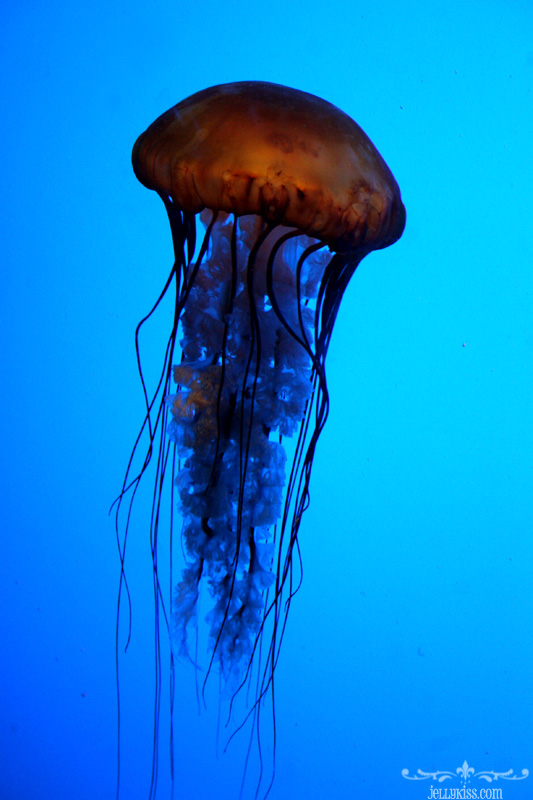
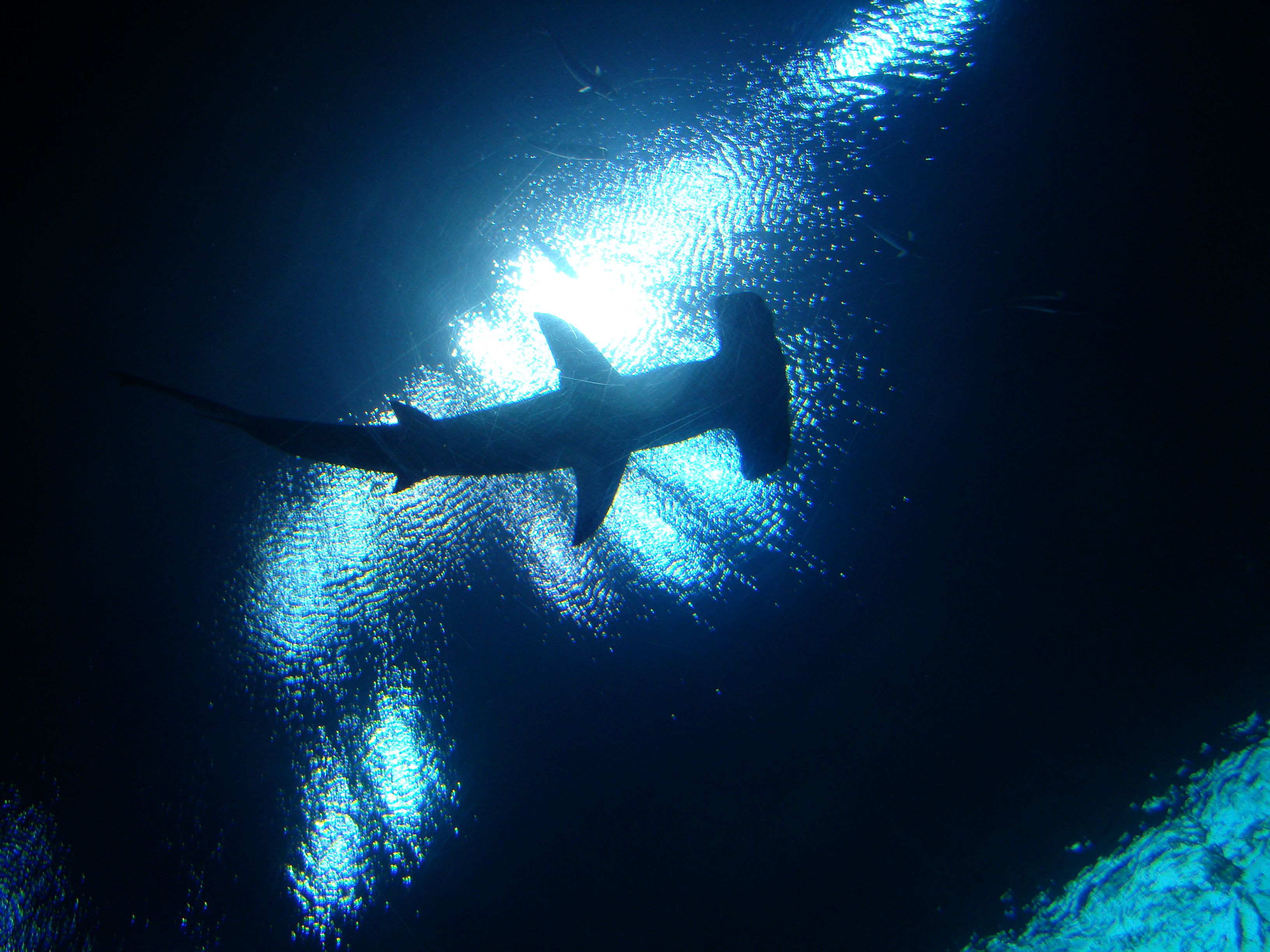
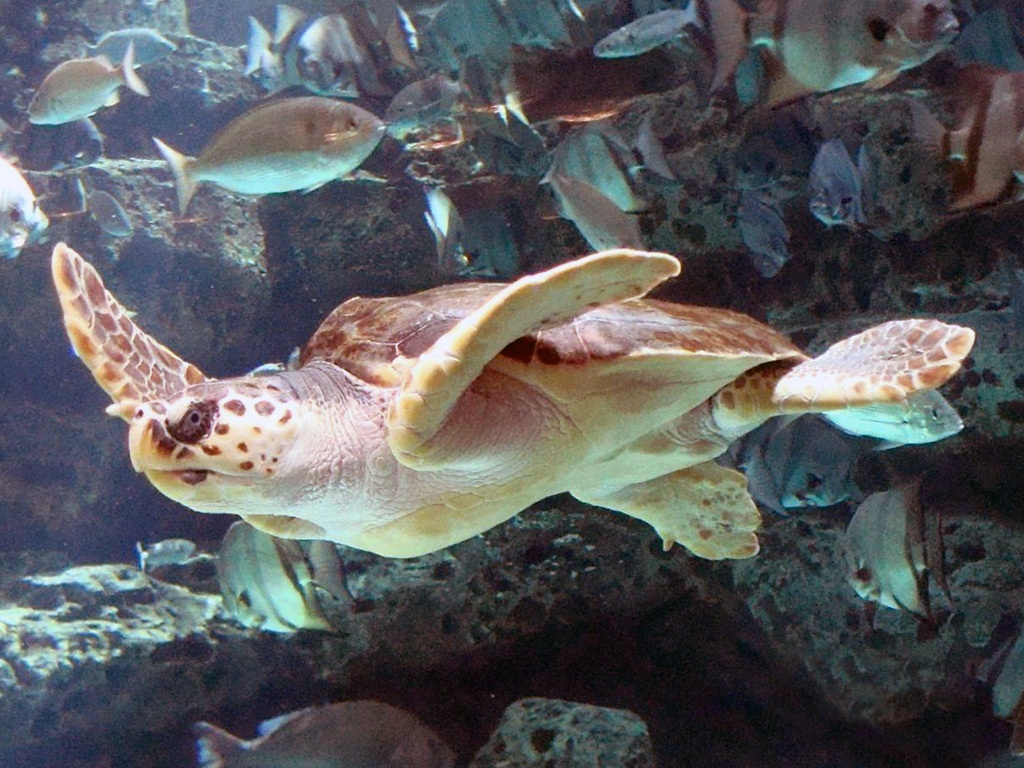
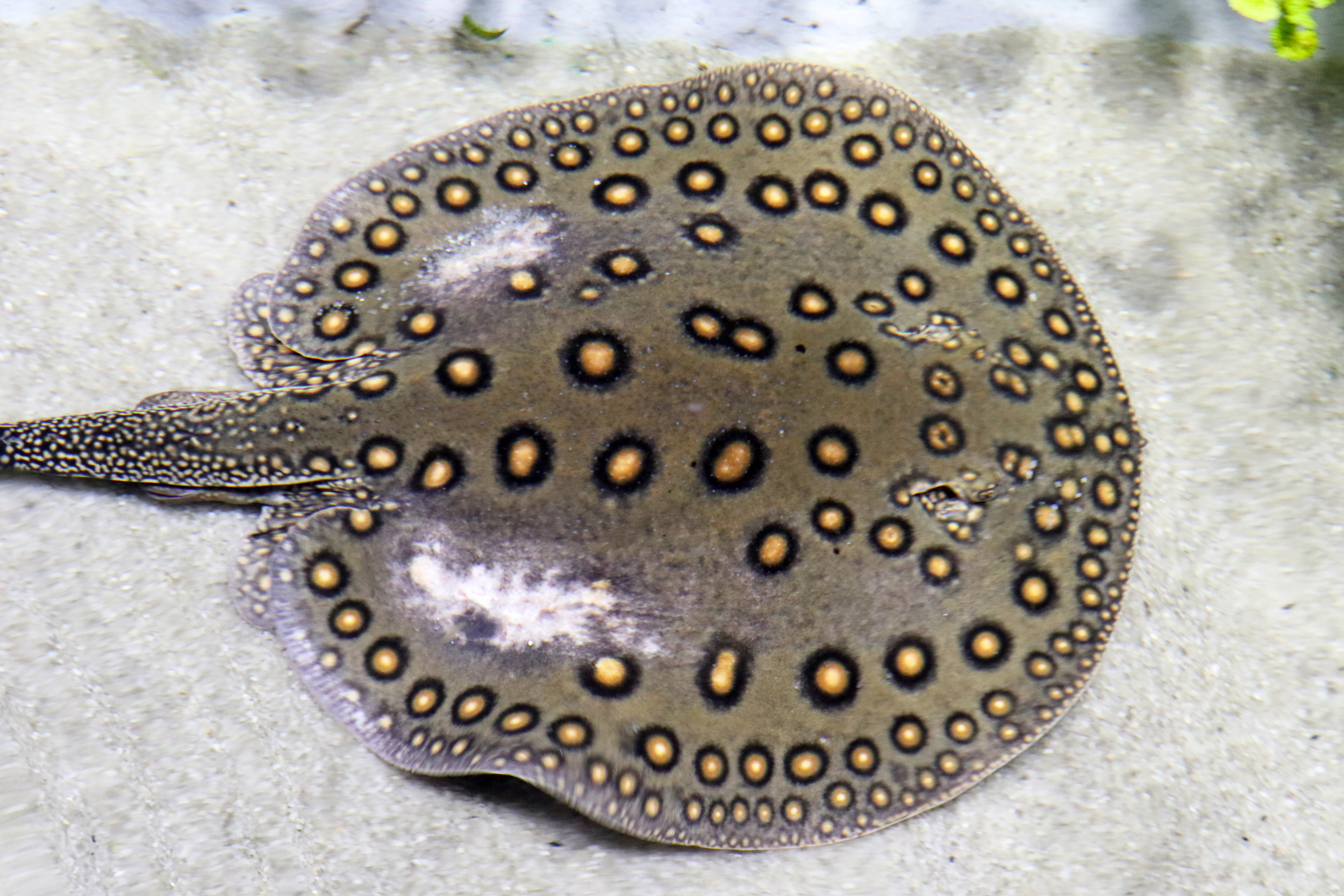

外観
展示生物